# 车轮螺属

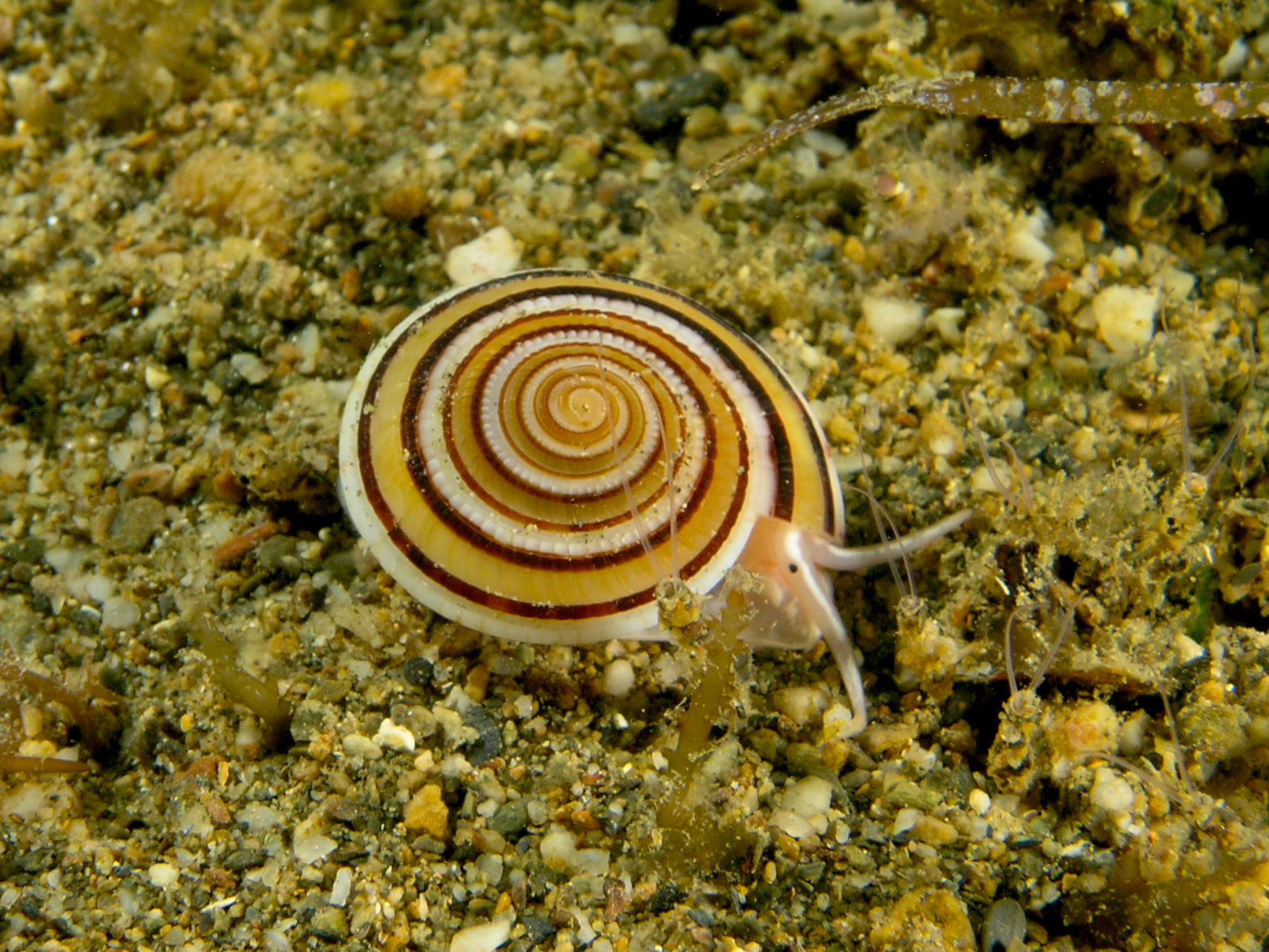

车轮螺属（學名：Architectonica）是車輪螺科之下的一個屬，也是這個科的模式屬。

## 物種
以下為本科的部份物種：
- 巨车轮螺 Architectonica maxima
- 鹧鸪轮螺 Architectonica perdix
- 黑线车轮螺 Architectonica perspectiva
- 车轮螺 Architectonica trochlearis